# Marie Srbská
Marie Srbská († po 1189) byla dcerou Uroše I. Rašského, srbského župana, a sestrou uherské královny Heleny, manželky Bély II. Slepého. Marie se provdala za znojemského a brněnského údělníka Konráda II. Svatbu dojednal český kníže Soběslav I. a konala se v červnu 1134 ve Znojmě.

## Život
Matka Ana Diogen,vnučka Romana Diogena. Jejími sourozenci byli pozdější starosta Uroš II. Primislav, maďarský bán, palatin a starosta Rašky Beloš Vukanović, královna Maďarska Jelena (Helena) Vukanović. Helenino a Belošovo postavení v Uhersku ovlivnily knížete Soběslava I. ke sjednání Mariina sňatku s Konrádem II. 
Mariina podobizna se zachovala ve znojemské rotundě. Patřili s manželem Konrádem II. k donátorům stavby a výmalby.

### Děti
Marie a Konrad měli nejméně tři děti:
- Ernest (zemřel 1156),
- Konrád II. Otta, český kníže a markrabě moravský
- Helena Znojemská, manželka Kazimíra II. Spravedlivého

Datum úmrtí Maria je neznámé, zemřela někdy po roce 1189.